# 5 Pułk Kawalerii

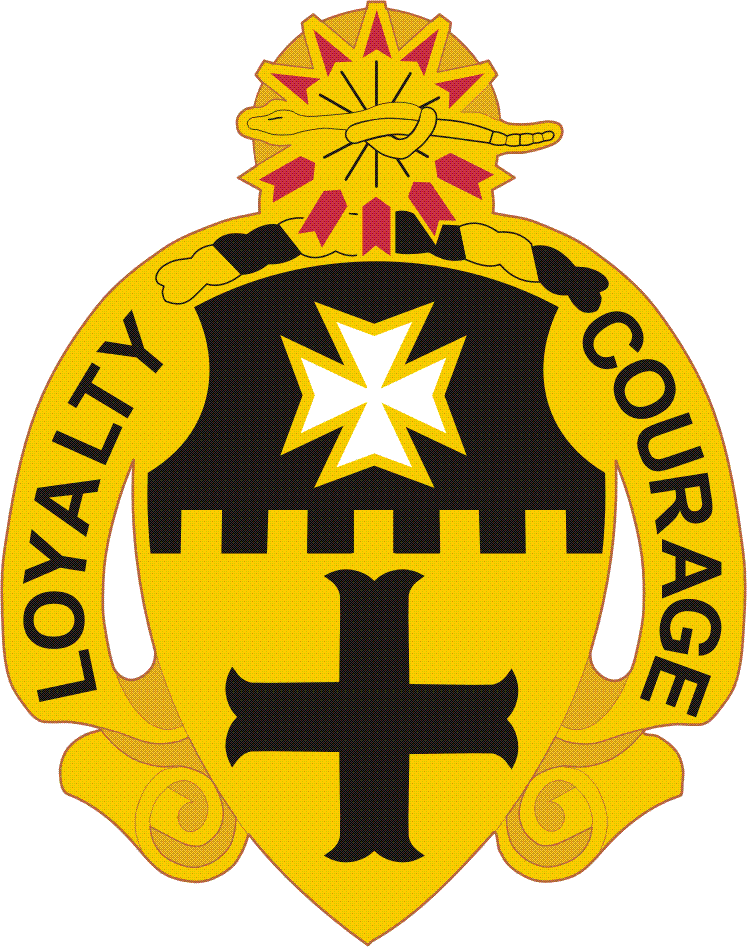
Odznaka

5 pułk kawalerii (ang. 5th Cavalry Regiment) − historyczna jednostka armii Stanów Zjednoczonych, która rozpoczęła swoją służbę 3 sierpnia 1861, po uchwale kongresu powołującej do służby „dwa pułki dragonów, pułk konnych strzelców i dwa pułki kawalerii, które odtąd będą znane i uznawane, odpowiednio za pierwszy, drugi, trzeci, czwarty i piąty pułk kawalerii...” i kontynuuje ją do dziś w zmodyfikowanym formacie organizacyjnym armii amerykańskiej.

## Struktura organizacyjna
Skład 2019
- 1 batalion „Black Knights” w składzie 2 Pancernej Brygadowej Grupy Bojowej 1 Dywizji Kawalerii w Fort Hood w Teksasie:
  - HHC (dowództwo i kompania dowodzenia)
  - kompania A
  - kompania B
  - kompania C
  - kompania D
  - kompania G dołączona z 15 BSB[3]
- 2 batalion „Lancers” w składzie 1 Pancernej Brygadowej Grupy Bojowej 1 Dywizji Kawalerii w Fort Hood w Teksasie:
  - HHC (dowództwo i kompania dowodzenia)
  - kompania A
  - kompania B
  - kompania C
  - kompania D
  - kompania F dołączona z 115 BSB[4]

## Historia
W 1855 Kongres, zdając sobie sprawę z niewystarczającej liczby kawalerzystów, zezwolił na utworzenie dwóch kolejnych pułków: 1 i 2 pułku kawalerii. 2 pułk kawalerii (później, 3 sierpnia 1861 przemianowany na 5 pułk kawalerii) został utworzony 3 marca 1855 i zorganizowany w Louisville w stanie Kentucky pod dowództwem generała Alberta Sidneya Johnstona z żołnierzami wywodzącymi się ze stanów Alabama, Maryland, Missouri, Indiana, Kentucky, Pensylwania, Ohio i Wirginia. Pułk stał się wkrótce najlepiej wyposażoną i wyszkoloną jednostką, z najlepszymi jeźdźcami i żołnierzami w służbie konnej. Podczas parad pułkowych każda kompania jeździła wierzchowcami innego koloru.
W 1866 po zakończeniu wojny domowej Kongres kolejną ustawą zwiększył liczbę pułków kawalerii. Powołano do służby wielu żołnierzy, którzy wcześniej walczyli w wojnie secesyjnej, do ochrony osadników w czasach, gdy Indianie wędrowali po zachodniej granicy, a osadnicy z determinacją zagarniali ich ziemie. 1, 4, 5, 7, 8 i 10 pułki kawalerii (wszystkie podległe 1 Dywizji Kawalerii) zmierzyły się z Siuksami, Komanczami, Arapahami, Apaczami i innymi rdzennymi Amerykanami podczas wojen z Indianami.
We wrześniu 1868 pułk otrzymał rozkaz przygotowania się do walki przeciwko Indianom w Kansas i Nebrasce. W kolejnych 5 latach stoczył wiele potyczek i bitew z Siuksami, Szejenami, Arapahami i Apaczami.

W 1876 po śmierci generała Custera i 264 jego żołnierzy w bitwie nad Little Bighorn, żołnierze 5 pułku ruszyli za Siuksami, aby pomścić ich śmierć.
W 1898 pułk przegrupował się z San Antonio do Tampy na Florydzie w celu rozpoczęcia wojny hiszpańsko-amerykańskiej, 2000 mil od swoich rodzinnych stron. Ponad 17000 żołnierzy, w tym 5 pułk kawalerii, wylądowało na południowo-zachodnim wybrzeżu Portoryko, w małym porcie Guánica, 15 mil na zachód od Ponce.
W 1901 pułk, z wyjątkiem 2 szwadronu popłynął do Filipin w celu stłumienia krwawego powstania. W 1902 2  szwadron udał się na Filipiny aby dołączyć do swojego pułku. Spieszeni walczyli w dżungli by zakończyć powstanie Moro. W marcu 1903 po powrocie do Stanów żołnierze 5 pułku zostali rozproszeni w Arizonie, Kolorado, Nowym Meksyku i Utah.
W 1913 zagrożenie naruszenia granicy Stanów Zjednoczonych sprowadziło pułk z powrotem na pustynie Południowego Zachodu, gdzie stacjonował w Fort Apache i Fort Huachuca w Arizonie. W 1916 pułk został wysłany na meksykańską granicę jako część ekspedycji meksykańskiej przeciwko partyzantce Pancho Villi, po rewolucji meksykańskiej.
22 stycznia 1921 utworzono 1 Dywizję Kawalerii. 13 września 1921 wraz z wprowadzeniem ustawy o obronie narodowej, 1 Dywizja Kawalerii została formalnie aktywowana w Fort Bliss w Teksasie. Pierwszym jej dowódcą został mieszkaniec Teksasu z hrabstwa Rusk, doświadczony weteran wojen z Indianami, wojny hiszpańsko-amerykańskiej, insurekcji Filipin, ekspedycji meksykańskiej, I wojny światowej i kawaler Medalu Honoru, generał dywizji Robert Lee Howze.

### 1 batalion „Black Knights”
- sformowany 3 marca 1855 w Armii jako kompania A 2 pułku kawalerii;
- zorganizowany od maja do czerwca 1855 w Jefferson Barracks w stanie Missouri;
- zreorganizowany 3 sierpnia 1861 jako kompania A 5 pułku kawalerii;
- przeprojektowany 25 marca 1949 jako kompania A 5 pułku kawalerii;
- 5 pułk kawalerii (bez kompanii A) zwolniony 15 października 1957 z przydziału do 1 Dywizji Kawalerii
- zreorganizowany 15 listopada 1957 jako HHC 1 grupy bojowej 5 pułku kawalerii i przydzielony do 1 Dywizji Kawalerii;
- przeprojektowany 1 sierpnia 1963 jako 1 batalion 5 pułku kawalerii;
- zwolniony 17 października 2005 z przydziału do 1 Dywizji Kawalerii i przydzielony do 2 Pancernej Brygadowej Grupy Bojowej[7].

#### Wyróżnienia[7]
- Presidential Unit Citation (Army)
  - haftowana wstęga LOS NEGROS ISLAND
  - haftowana wstęga LEYTE
  - haftowana wstęga KAMYANGJANG-NI
  - haftowana wstęga PLEIKU PROVINCE
  - haftowana wstęga HOA HOI
- Valorous Unit Award
  - haftowana wstęga FISH HOOK
  - haftowana wstęga IRAQ 1991
  - haftowana wstęga AN NAJAF, IRAQ
  - haftowana wstęga BAGHDAD JAN-AUG 2007
- Navy Unit Commendation
  - haftowana wstęga VIETNAM 1968
- Meritorious Unit Commendation (Army)
  - haftowana wstęga IRAQ 2009
  - haftowana wstęga IRAQ 2011
  - haftowana wstęga AFGHANISTAN 2013–2014
- Philippine Presidential Unit Citation
  - haftowana wstęga 17 OCTOBER 1944 to 4 JULY 1945
- Republic of Korea Presidential Unit Citation
  - haftowana wstęga WAEGWAN-TAEGU
  - haftowana wstęga KOREA 1952−1953
- grecki Krzyż Męstwa
  - haftowana wstęga KOREA
- wietnamski Krzyż Waleczności z palmą
  - haftowana wstęga VIETNAM 1965–1969
  - haftowana wstęga VIETNAM 1969–1970
  - haftowana wstęga VIETNAM 1970–1971
- wietnamski Civil Actions Medal I klasy
  - haftowana wstęga VIETNAM 1969–1970

dodatkowo kompania A otrzymała
- Presidential Unit Citation (Army), haftowana wstęga TAN AN

dodatkowo kompania D otrzymała
- Valorous Unit Award, haftowana wstęga QUANG TRI

### 2 batalion „Lancers”
- sformowany 3 marca 1855 w Armii jako kompania B 2 pułku kawalerii;
- zorganizowany od czerwca do lipca 1855 w Jefferson Barracks w stanie Missouri;
- przeorganizowany 3 sierpnia 1861 jako kompania B 5 pułku kawalerii;
- zreorganizowany 19 czerwca 1963 jako HHC 2 batalionu 5 pułku kawalerii;
- 1 sierpnia 1963 przydzielony do 1 Dywizji Kawalerii i aktywowany w Korei;
- dezaktywowany 31 lipca 1972 w Fort Hood w Teksasie;
- ponownie aktywowany 20 czerwca 1974 w Fort Hood;
- 16 września 1986 zwolniony z zadania dla 1 Dywizji Kawalerii i przydzielony do 3 Dywizji Pancernej;
- zdezaktywowany 16 grudnia 1986 w Niemczech i zwolniony z przydziału do 3 Dywizji Pancernej;
- 16 stycznia 1987 przydzielony do 1 Dywizji Kawalerii i aktywowany w Fort Hood w Teksasie;
- zreorganizowany 1 października 2005 na 2 batalion 5 pułku kawalerii;
- zwolniony 17 października 2005 z przydziału do 1 Dywizji Kawalerii i przydzielony do 1 Pancernej Brygadowej Grupy Bojowej[8].

#### Wyróżnienia[8]
- Presidential Unit Citation (Army)
  - haftowana wstęga LOS NEGROS ISLAND
  - haftowana wstęga KAMYANGJANG-NI
  - haftowana wstęga PLEIKU PROVINCE
- Valorous Unit Award
  - haftowana wstęga BONG SON COASTAL PLAIN
  - haftowana wstęga FISH HOOK
  - haftowana wstęga BAGHDAD APR-JUL 2007
- Meritorious Unit Commendation (Army)
  - haftowana wstęga SOUTHWEST ASIA 1990–1991
  - haftowana wstęga IRAQ 2009
  - haftowana wstęga IRAQ 2011
  - haftowana wstęga SOUTHWEST ASIA 2012
- Philippine Presidential Unit Citation
  - haftowana wstęga 17 OCTOBER 1944 to 4 JULY 1945
- Republic of Korea Presidential Unit Citation
  - haftowana wstęga WAEGWAN-TAEGU
  - haftowana wstęga KOREA 1952
- grecki Krzyż Męstwa
  - haftowana wstęga KOREA
- wietnamski Krzyż Waleczności z palmą
  - haftowana wstęga VIETNAM 1965–1969
  - haftowana wstęga VIETNAM 1969–1970
  - haftowana wstęga VIETNAM 1970–1971
  - haftowana wstęga VIETNAM 1971–1972
- wietnamski Civil Actions Medal I klasy
  - haftowana wstęga VIETNAM 1969–1970

dodatkowo kompania A otrzymała
- Valorous Unit Award
  - haftowana wstęga YUSUFIYAH, IRAQ

dodatkowo kompania C otrzymała
- Valorous Unit Award
  - haftowana wstęga QUANG TRI
- Meritorious Unit Commendation (Army)
  - haftowana wstęga IRAQ OCT 2006-DEC 2007
- wietnamski Krzyż Waleczności z palmą
  - haftowana wstęga VIETNAM MAY 1970

## Dowódcy pułku
- Albert Sidney Johnston
- Robert E. Lee
- Wesley Merritt
- George H. Cameron
- Gordon Byrom Rogers
- Eric Shinseki